# Adamovské Kochanovce
Adamovské Kochanovce je naseljeno mjesto u okrugu Trenčín u  Trenčínskom kraju u Slovačkoj.

## Stanovništvo
| Godina:     | 1993. | 2003.   | 2013.    | 2023.   |
| ----------- | ----- | ------- | -------- | ------- |
| Broj ljudi: | 766   | 764     | 846      | 881     |
| Razlika:    |       | -0,26 % | +10,73 % | +4,13 % |

| Godina:     | 2022. | 2023.   |
| ----------- | ----- | ------- |
| Broj ljudi: | 874   | 881     |
| Razlika:    |       | +0,80 % |

Prema podacima o broju stanovnika iz 2023. godine naselje je imalo 881 stanovnika.

## Vanjske poveznice
|  | Zajednički poslužitelj ima još gradiva o temi Adamovské Kochanovce |

- Službena stranica naselja (sl.)